# Đuro II. Gruzijski
Đuro II. Gruzijski (gruz.: გიორგი II; oko 1054. – 1112.), iz dinastije Bagration, bio je kralj Gruzije,  koji je vladao od 1072. do 1089. godine. Bio je sin i nasljednik kralja Bagrata IV. i njegove supruge Borene Alanijske. Za vrijeme svoje vladavine nije se pokazao sposobnim učinkovito odgovoriti na stalne napade Turaka Seldžuka, niti učinkovito riješiti unutarnje probleme kraljevstva. Zbog toga je bio prisiljen abdicirati u korist svog mnogo energičnijeg sina Davida IV., kojemu je bio nominalni suvladar sve do smrti 1112. godine.  Također je nosio i bizantske titule kuropalat (oko 1060.) i cezar (oko 1081.)

## Rana vladavina
Za vrijeme njegova djetinjstva trajao je građanski rat između njegova oca Bagrata IV. i pobunjenog gruzijskog feudalnog gospodara Liparita, koji je uspio privremeno protjerati Bagrata u Bizantsko Carstvo i okruniti Đuru za kralja u katedrali u Ruisiju, pod namjesništvom njegove sestre Guranduht. Zapravo, Liparit je postao gospodar gotovo polovice gruzijskog kraljevstva, a Liparitidi najmoćnija dinastija u državi. Do 1060. godine Bagrat je uspio osigurati prijestolje i učinio Đuru prijestolonasljednikom, a bizantski car mu je dodijelio titulu kuropalata. Godibne 1070., Đuro je predvodeći gruzijsko-alanijsku vojsku, nanio odlučujući poraz šadadiskom emiru Fadlu II. i opustošio njegov posjed kod Gänce.

## Invazija Seldžuka
Po očevoj smrti 1072. godine, postao je kraljem i od bizantskog cara dobio titulu nobilisima, a kasnije i sebasta. Godinu poslije, suočio se s velikom aristokratskom pobunom, koju su predvodili Niania Kvabulisdze, Ivan I. od Kldekarija i Vardan od Svanetije. Iako je izašao kao pobjednik, kralj je morao kupiti odanost pobunjenika dodijelivši im izdašno dodatna imanja. Ubrzo su Gruziju ponovno napali Seldžuci, nomadski turkijski narod, koji će se pokazati velikom prijetnjom za vladavine Đure II. Nakon opustošenja Kartlije od strane seldžučkog sultana Alp Arslana 1073. godine, Đuro je uspješno odbio invaziju kojom je zapovijedao turski general, kojeg je sultan zadužio za Kavkaz. Kralj je također osigurao formalni povratak Gornjeg Taoa / Tajka, pogranične regije koja je u ranom 11. stoljeću bila razlog nesloge između Gruzije i Bizantskog carstva, od strane bizantskog guvernera, Grgura Pakurijana, koji je počeo evakuirati regiju nedugo nakon katastrofe 1071. koju su Seldžuci nanijeli bizantskoj vojsci u Manzikertu. Tom je prigodom Đuri dodijeljena titula cezara, tvrđava Kars, te je zadužen za istočne granice carstva. Međutim, to nije pomoglo zaustaviti napredovanje Seldžuka. Godine 1076., seldžučki sultan Malik-šah I. uletio je u Gruziju i porušio mnoga naselja. Uznemiravan masovnim turskim navalama, u gruzijskoj povijesti poznatim kao didi turkoba ili Velika turska invazija, od 1079./1080. godine pa nadalje, Đuro je bio prisiljen da pokoriti se Malik-šahu kako bi osigurao dragocjeni mir po cijeni godišnjeg danka. Đuro je uspio priskrbiti vojnu potporu Seldžuka u svom naumu da istočnu gruzijsku kraljevinu Kahetiju integrira u jedinstvenu gruzijsku kraljevinu. Međutim, umoran od dugotrajne opsade kahetijskog uporišta Vezhini, Đuro je napustio kampanju kad je pao snijeg i krenuo prema ajametskim šumama kako bi ublažio svoje razočaranje odlaskom u lov. Seldžuci su također prekinuli opsadu i opljačkali plodnu dolinu Iori u Kahetiji. Agsartan I., kralj Kahetije, otišao je sultanu iskazati podložnost, a u znak svoje odanosti prihvatio je islam, čime je osigurao seldžučku zaštitu od težni gruzijske krune.

## Abdikacija
Nepokolebljiv Đurin karakter i nesposobne političke odluke, zajedno sa seldžučkim jarmom, doveli su Gruziju u duboku krizu, koja je kulminirala nakon katastrofalnog potresa koji je pogodio Gruziju 1088. godine. Godine,  1089., Đuro je krunu predao svom šesnaestogodišnjem sinu Davidu. Ova promjena obavijena je tajnom i spominje se samo usputno u gruzijskim kronikama. Zabilježeno je samo da je Đuro vlastitim rukama okrunio Davida, nakon čega se više ne spominje u kronici. Najvjerojatnije su ga njegovi plemići, u dvorskom puču koji je predvodio biskup Đuro Čkondidi, prisilili da abdicira u Davidovu korist. Đuru se u molitvama iz 1203. spominje kao "kralj kraljeva i cezar cijelog Istoka i Zapada", što sugerira da je nakon toga još poživio, te da mu je vladajući sin davao neke titule, ali nije imao stvarnu moć.